# Thomas Blaschek
Thomas Blaschek (ur. 5 kwietnia 1981) – niemiecki lekkoatleta, płotkarz.

## Kariera sportowa
Odnosił znaczne sukcesy zarówno na stadionie (bieg na 110 m przez płotki) :
- brązowy medal mistrzostw Europy juniorów (Ryga 1999)
- srebrny medal podczas mistrzostw świata juniorów (Santiago 2000)
- 2. miejsce w superlidze pucharu Europy (Florencja 2005)
- srebrny medal mistrzostw Europy (Göteborg 2006)
- 8. miejsce w światowym finale IAAF (Stuttgart 2006)
- wielokrotny mistrz Niemiec

jak i w hali (bieg na 60 m przez płotki) :
- 5. miejsce podczas halowych mistrzostw Europy (Madryt 2005)
- 6. miejsce na halowych mistrzostw świata (Moskwa 2006)
- 3. lokata podczas superligi pucharu Europy (Monachium 2007)
- 3. miejsce w halowym pucharze Europy (Moskwa 2008)
- 5. miejsce na halowych mistrzostw świata (Walencja 2008)
- wielokrotny mistrz Niemiec

W 2010 ogłosił zakończenie kariery lekkoatletycznej i rozpoczęcie kariery bobsleisty.

## Rekordy życiowe
- bieg na 110 m przez płotki – 13,31 (2005)
- bieg na 60 m przez płotki (hala) – 7,54 (2008)